# Duvalius
Duvalius je rod kornjaša koji pripada porodici Carabidae.

## Vrste
Rod Duvalius sadrži sljedeće vrste:
- Duvalius abnormis Knirsch, 1913.
- Duvalius abyssimus Reboleira & Ortuño, 2014.
- Duvalius alexeevi Belousov, 1992.
- Duvalius andreinii Gestro, 1907.
- Duvalius andreuccii Magrini & Vanni, 1984.
- Duvalius annamariae Vanni & Magrini, 1989.
- Duvalius antonellae Casale, Giachino, Vailati & Vigna Taglianti, 1996.
- Duvalius antoniae Reitter, 1892.
- Duvalius apuanus Dodero, 1917.
- Duvalius armeniacus Casale, 1979.
- Duvalius arnoldii Jeannel, 1962.
- Duvalius aroaniae Casale, Giachino, Vailati & Vigna Taglianti, 1996.
- Duvalius auberti Grenier, 1864.
- Duvalius babicola Knirsch, 1925.
- Duvalius baborensis Bruneau de Mire, 1955.
- Duvalius balazuci Bruneau de Mire, 1948.
- Duvalius balcanicus J. Frivaldszky, 1879.
- Duvalius baldensis Putzeys, 1870.
- Duvalius balearicus Henrot, 1964.
- Duvalius bastianini Magrini, 1998.
- Duvalius battonii Straneo, 1959.
- Duvalius bedelensis Janak & P. Moravac, 1989.
- Duvalius bensai Castro, 1892.
- Duvalius beroni B. V. Gueorguiev, 1971.
- Duvalius bertagnii Magrini, 1998.
- Duvalius berthae Jeannel, 1910.
- Duvalius beshkovi Coiffait, 1970.
- Duvalius bianchii Jeannel, 1928.
- Duvalius bicikensis Perrault, 1971.
- Duvalius biokovensis Holdhaus, 1911.
- Duvalius bischoffi Maschnigg, 1936.
- Duvalius bodoanus Reitter, 1913.
- Duvalius bokori Csiki, 1910.
- Duvalius boldorii Jeannel, 1926.
- Duvalius bolei Pralmer, 1963.
- Duvalius bonadonius Giordan & Raffaldi, 1982.
- Duvalius bonzanoi Casale & Vigna Taglianti, 1990.
- Duvalius bortesii Casale & Vigna Taglianti, 1984.
- Duvalius boschi Jeannel, 1929.
- Duvalius bradycephalus Jeannel, 1928.
- Duvalius brandisi Ganglbauer, 1896.
- Duvalius breiti Ganglbauer, 1900.
- Duvalius breitianus Knirsch, 1912.
- Duvalius brevipilosus Knirsch, 1927.
- Duvalius brujasi Sainte-Claire Deville, 1901.
- Duvalius bruschii Vigna Taglianti, 1999.
- Duvalius bucurensis Janak, 1993.
- Duvalius budae Kenderessy, 1879.
- Duvalius bulgaricus Knirsch, 1924.
- Duvalius bureschi Jeannel, 1928.
- Duvalius cadurcus Jeannel, 1955.
- Duvalius cailloli Sainte-Claire Deville, 1902.
- Duvalius calandrii Casale & Vigna Taglianti, 1990.
- Duvalius canevae Gestro, 1885.
- Duvalius carantii Sella, 1874.
- Duvalius carchinii Vigna Taglianti, Magrini & Vanni, 1993.
- Duvalius casalei Sciaky, 1992.
- Duvalius casellii Gestro, 1898.
- Duvalius centenarius Knirsch, 1925.
- Duvalius cerrutii Sbordoni & Di Domenico, 1967.
- Duvalius cicioarae Jeannel, 1930.
- Duvalius cirocchii Magrini & Vanni, 1986.
- Duvalius clairi Abeille de Perrin, 1881.
- Duvalius coaduroi Pace, 1986.
- Duvalius cognatus J. Frivaldszky, 1879.
- Duvalius coiffaiti Decou, 1967.
- Duvalius comes Scheibel, 1934.
- Duvalius comottii Casale, Giachino, Vailati & Vigna Taglianti, 1996.
- Duvalius convexicollis Peyerimhoff, 1904.
- Duvalius cornilloni Giordan & Raffaldi, 1998.
- Duvalius corpulentus Weise, 1875.
- Duvalius cuniculinus Knirsch, 1929.
- Duvalius curtii Giordan & Raffaldi, 1983.
- Duvalius cvijici Jeannel, 1924.
- Duvalius cvijici Jeannel, 1924.
- Duvalius degiovannii Magrini & Vanni, 1985.
- Duvalius delamarei Decou, 1967.
- Duvalius delphinensis Abeille de Perrin, 1869.
- Duvalius deltshevi B. V. Gueorguiev, 1965.
- Duvalius deubelianus Csiki, 1903.
- Duvalius diaphanus Rottenberg, 1874.
- Duvalius didonnai Magrini, Vanni & Inguscio, 1996.
- Duvalius dieneri Csiki, 1910.
- Duvalius diniensis Peyerimhoff, 1904.
- Duvalius doderoi Gestro, 1885.
- Duvalius dolops Jeannel, 1937.
- Duvalius doriae Fairmaire, 1859.
- Duvalius dragacevensis S. Ćurčić, Pavičević & B. Ćurčić, 2001.
- Duvalius droveniki Magrini, 1998.
- Duvalius durmitorensis Apfelbeck, 1904.
- Duvalius dvoraki P. Moravec, 1986.
- Duvalius edithae Janak & P. Moravec, 1989.
- Duvalius erichsonii Schaufuss, 1864.
- Duvalius eurydice Schaufuss, 1881.
- Duvalius exaratus Schaum, 1860.
- Duvalius ferreresi Lagar Mascare, 1976.
- Duvalius fodori Scheibel, 1937.
- Duvalius franchettii Luigioni, 1926.
- Duvalius fuchsi Scheibel, 1937.
- Duvalius fulvii Casale, Giachino, Vailati & Vigna Taglianti, 1996.
- Duvalius gaali Mallasz, 1928.
- Duvalius gabriellavernae Casale, Giachino, Vailati & Vigna Taglianti, 1999.
- Duvalius ganglbauerianus Knirsch, 1913.
- Duvalius garevi Casale & Genest, 1991.
- Duvalius gebhardti Bokor, 1926.
- Duvalius genesti Casale & Vigna Taglianti, 1984.
- Duvalius gentilei Gestro, 1885.
- Duvalius georgii G. Müller, 1922.
- Duvalius germanae Casale & Vigna Taglianti, 1990.
- Duvalius gestroi Dodero, 1900.
- Duvalius ghidinii Gestro & Dodero, 1909.
- Duvalius giachinoi Casale & Vigna Taglianti, 1990.
- Duvalius glabellus G. Etonti & M. Etonti, 1984.
- Duvalius godeanus Janak, 1993.
- Duvalius goemoeriensis Bokor, 1922.
- Duvalius gogalai Pretnen, 1963.
- Duvalius golesensis Winkler, 1926.
- Duvalius gracilis Petri, 1912.
- Duvalius graecus Casale, Giachino, Vailati & Vigna Taglianti, 1996.
- Duvalius guareschii Moscandini, 1950.
- Duvalius gusevi Belousov, 1989.
- Duvalius hanae Hurka, 1990.
- Duvalius hegeduesii J. Frivaldszky, 1880.
- Duvalius herculis J. Frivaldszky, 1889.
- Duvalius hetschkoi Reitter, 1911.
- Duvalius hickeri Knirsch, 1913.
- Duvalius huberi Casale, 2011.
- Duvalius huetheri Jeannel, 1934.
- Duvalius humerosus Knirsch, 1926.
- Duvalius hungaricus Csiki, 1903.
- Duvalius hurkai Janak & P. Moravec, 1989.
- Duvalius iblis Payerimhoff, 1910.
- Duvalius iljukhini Dalžanski & Ljovuščkin, 1985.
- Duvalius iolandae Magrini & Vanni, 1986.
- Duvalius iuliae Casale, Giachino, Vailati & Vigna Taglianli, 1996.
- Duvalius iulianae Vigna Taglianti & Casale, 1973.
- Duvalius joannidisi Casale, Giachino & M. Elonti, 1990.
- Duvalius jureceki Dodeno, 1917.
- Duvalius jurjurae Peyerimhoff, 1909.
- Duvalius kanabei Csiki, 1940.
- Duvalius karelhurkai Farkac, 1990.
- Duvalius kimakowiczi Ganglbauer, 1891.
- Duvalius klimeschi Winkler, 1914.
- Duvalius knirschi Janak & P. Monavec, 1989.
- Duvalius kodrici Scheibel, 1938.
- Duvalius koeni Muilwijk & Felix, 2008.
- Duvalius kotelensis Genest, 1978.
- Duvalius krueperi Schaum, 1862.
- Duvalius kryshanovskii Jeannel, 1962.
- Duvalius kurnakovi Jeannel, 1960.
- Duvalius kyllenicus Scheibel, 1937.
- Duvalius laevigatus Bokor, 1913.
- Duvalius laneyriei J. Ochs, 1948.
- Duvalius langhofferi Csiki, 1913.
- Duvalius lantosquensis Abeille da Perrin, 1881.
- Duvalius lapiei Peyerimhoff, 1908.
- Duvalius legrandi Genest, 1983.
- Duvalius lemairei Giordan & Raffaldi, 1982.
- Duvalius lencinai Mateu & Ortuno, 2006.
- Duvalius leonhardi Reitter, 1901.
- Duvalius lepinensis Cenuti, 1950.
- Duvalius lespesii Fairmaire, 1867.
- Duvalius longhii Comolli, 1837.
- Duvalius lucarellii Casale & Vigna Taglianti, 1990.
- Duvalius lucidus G. Müller, 1903.
- Duvalius macedonicus G. Müller, 1917.
- Duvalius magdelainei Jeannel, 1914.
- Duvalius magistrettianus Schatzmayr, 1940.
- Duvalius maglajensis Apfelbeck, 1908.
- Duvalius maglianoi Giordan & Raffaldi, 1983.
- Duvalius maglicensis Winkler, 1933.
- Duvalius mallaszii Csiki, 1901.
- Duvalius mandibularis Jeannel, 1930.
- Duvalius marani Knirsch, 1930.
- Duvalius mariannae Knirsch, 1924.
- Duvalius marii Vanni, Magrini & Pennisi, 1991.
- Duvalius martensi Casale, 1983.
- Duvalius martinae Jeanne, 1996.
- Duvalius matocqi Giordan, 1987.
- Duvalius megrel Belousov, 1992.
- Duvalius meixneri Kreissl, 1993.
- Duvalius merisioi Casale, Giachino, Vailati & Vigna Taglianti, 1996.
- Duvalius merklii J. Frivaldszky, 1877.
- Duvalius meschniggi Meixner, 1928.
- Duvalius microphthalmus L. Miller, 1859.
- Duvalius milenae Casale, 1983.
- Duvalius milleri J. Frivaldszky, 1862.
- Duvalius minozzii Dodero, 1917.
- Duvalius miroshnikovi Belousov & Zamotajlov, 1995.
- Duvalius mixanigi Daffner, 1993.
- Duvalius moczarskii G. Müller, 1917.
- Duvalius mohammadzadehi Muilwijk & Felix, 2008.
- Duvalius montisageli Jeannel, 1947.
- Duvalius montisoetae Casale, 1987.
- Duvalius morisii Vigna Taglianti & Casale, 1973.
- Duvalius muelleri Winkler, 1933.
- Duvalius muriauxi Jeannel, 1957.
- Duvalius nambinensis Boldori, 1935.
- Duvalius nannus Jeannel, 1931.
- Duvalius neumanni G. Müller, 1911.
- Duvalius novaki G. Müller, 1911.
- Duvalius occitanus Casale & Vigna Taglianti, 1993.
- Duvalius ochsi Dodero, 1921.
- Duvalius oertzeni L. Miller, 1884.
- Duvalius oltenicus Jeannel, 1928.
- Duvalius olympiadicus Scheibel, 1937.
- Duvalius onaci Moldovan, 1993.
- Duvalius opermanni Scheibel, 1933.
- Duvalius oscus A. Franzini & C. Franzini, 1984.
- Duvalius ovtshinnikovi Belousov, 1992.
- Duvalius panoecus J. Frivaldszky, 1865.
- Duvalius papasoffi Mandl, 1942.
- Duvalius paroecus J. Frivaldszky, 1865.
- Duvalius paulinae Fagniez, 1922.
- Duvalius pecoudi Jeannel, 1937.
- Duvalius pennisii Magrini & Vanni, 1984.
- Duvalius peristericus G. Müller, 1914.
- Duvalius perrinae Giordan, 1989.
- Duvalius petraeus Knirsch, 1927.
- Duvalius petrochilosi Coiffait, 1965.
- Duvalius philippensis Jeannel, 1937.
- Duvalius phoenicius Vigna Taglianti, 1973.
- Duvalius pilifer Ganglbauer, 1891.
- Duvalius pominii Schatzmayr, 1943.
- Duvalius poporogui Decou, 1973.
- Duvalius pretneri B. V. Gueorguiev, 1971.
- Duvalius proceroides Jeannel, 1926.
- Duvalius procerus Putzeys, 1847.
- Duvalius pruinosus Jeannel, 1937.
- Duvalius putshkovi Belousov & Kabak, 1999.
- Duvalius raffaldii Curti, 1981.
- Duvalius rajtchevi Genest & Juberthie, 1983.
- Duvalius ramorinii Gestro, 1887.
- Duvalius raymondi Delarouzee, 1859.
- Duvalius redtenbacheri I. Frivaldszky von Frivald & J. Frivaldszky, 1857 .
- Duvalius regisborisi Buresch, 1926.
- Duvalius regiszogui Maschnigg, 1936.
- Duvalius reiseri Ganglbauer, 1891.
- Duvalius reitteri Miller, 1881.
- Duvalius richardi Knirsch, 1925.
- Duvalius roberti Abeille de Perrin, 1903.
- Duvalius roseni Jeannel, 1929.
- Duvalius rossii Magrini & Vanni, 1991.
- Duvalius roubali Jeannel, 1926.
- Duvalius ruffoanus Casale, Giachino, Vailati & Vigna Taglianti, 1996.
- Duvalius ruffoi Magistretti, 1956.
- Duvalius ruthenus Reitter, 1878.
- Duvalius sardous Dodero, 1917.
- Duvalius saueri Farkac & P. Moravec, 1993.
- Duvalius sbordonii Vigna Taglianti, Genest & Sciaky, 1980.
- Duvalius scerisorae Knirsch, 1913.
- Duvalius schatzmayri G. Müller, 1912.
- Duvalius sclanoi Magrini & Vanni, 1996.
- Duvalius semecensis Winkler, 1926.
- Duvalius sicardi Fagniez, 1923.
- Duvalius siculus Baudi di Selva, 1882.
- Duvalius silvestrii Gestro, 1896.
- Duvalius simoni Abeille de Perrin, 1881.
- Duvalius smolikanus Casale, Giachino, Vailati & Vigna Taglianti, 1996.
- Duvalius sokolovi Ljovuščkin, 1963.
- Duvalius spaethi Ganglbauer, 1904.
- Duvalius speiseri Ganglbauer, 1892.
- Duvalius spiessi Jeannel & Mallasz, 1929.
- Duvalius spinifer Jeannel, 1928.
- Duvalius springeri G. Müller, 1921.
- Duvalius stankovitchi Jeannel, 1924.
- Duvalius starivlahi B. Gueorguiev, S. Ćurčić & B. Ćurčić, 2000.
- Duvalius stepanavanensis Jablokov-Hnzorjan, 1963.
- Duvalius stilleri Reitter, 1913.
- Duvalius stopicensis Jeannel, 1924.
- Duvalius straneoi Jeannel, 1931.
- Duvalius strupii Scheibel, 1937.
- Duvalius sturanyi Apfelbeck, 1904.
- Duvalius styx Apfelbeck, 1904.
- Duvalius subterraneus L. Miller, 1868.
- Duvalius sydowi Jeannel, 1930.
- Duvalius szaboi Csiki, 1914.
- Duvalius sziladyi Csiki, 1904.
- Duvalius taygetanus Casale, 1979.
- Duvalius transcarpathicus Šilenkov & Rizun, 1989.
- Duvalius trescavicensis Ganglbauer, 1891.
- Duvalius turcati Giordan & Raffaldi, 1983.
- Duvalius vallombrosus C. & F. Rasetti, 1920.
- Duvalius vannii Magrini & Sclano, 1998.
- Duvalius vartashensis Belousov, 1989.
- Duvalius vermionensis Casale, 1983.
- Duvalius vignai Casale, 1983.
- Duvalius villiersi Giordan & Raffaldi, 1983.
- Duvalius virginiae Magnini, Vanni & Cirocchi, 1996.
- Duvalius voitestii Jeannel, 1930.
- Duvalius volscus A. Franzini & G. Franzini, 1984.
- Duvalius voraginis Jeannel & J. Ochs, 1938.
- Duvalius vranensis Breit, 1904.
- Duvalius waillyi Giordan & Raffaldi, 1982.
- Duvalius weiratheri Scheibel, 1937.
- Duvalius wercharatskii Rizun & Janicki, 1994.
- Duvalius wichmanni Jeannel, 1929.
- Duvalius wingelmuelleri Ganglbauer, 1904.
- Duvalius winkleri Jeannel, 1924.
- Duvalius winklerianus Jeannel, 1926.
- Duvalius winneguthi Apfelbeck, 1907.
- Duvalius yatsenkokhmelevskyi Jablokov-Hnzorjan, 1960.
- Duvalius zaimisi Jeannel, 1929.
- Duvalius zivkovi Knirsch, 1925.
- Duvalius zlatiborensis Ćurčić, Brajković & Ćurčić, 2005.

## Vanjske poveznice
- Duvalius Delarouzee, 1859, Fauna Europaea
- Duvalius Delarouzée, 1859, Global Biodiversity Information Facility (GBIF)